# Louis Clarke
Louis Alfred Clarke, detto Pinky (Statesville, 23 novembre 1901 – Fishkill, 24 febbraio 1977), è stato un velocista statunitense.

## Biografia
Nel 1924 partecipò ai Giochi olimpici di Parigi come parte della staffetta 4×100 metri insieme a Loren Murchison, Frank Hussey e Al LeConey, squadra che vinse la medaglia d'oro conquistando anche il record del mondo con il tempo di 41"0. Lo stesso anno Clarke fece registrare il record del mondo sulle 100 iarde indoor con il tempo di 9"8.

## Palmarès
| Anno | Manifestazione  | Sede   | Evento                | Risultato | Prestazione | Note |
| ---- | --------------- | ------ | --------------------- | --------- | ----------- | ---- |
| 1924 | Giochi olimpici | Parigi | Staffetta 4×100 metri | Oro       | 41"0        |      |